# Mychajło Popereka
Mychajło Stepanowycz Popereka (ukr. Михайло Степанович Поперека, ros. Михаил Степанович Поперека, ur. 1910 w Baranowiczach, zm. w marcu 1982 w Doniecku) – funkcjonariusz radzieckich służb specjalnych, wojskowy, generał porucznik.

## Życiorys
Od listopada 1931 żołnierz Armii Czerwonej, od lipca 1932 w WKP(b), od października 1935 do lipca 1938 elew Leningradzkiej Szkoły Wojskowo-Politycznej im. Engelsa, od lipca 1938 funkcjonariusz NKWD, od 25 września 1938 porucznik bezpieczeństwa państwowego, a od 8 stycznia 1939 starszy porucznik bezpieczeństwa państwowego, 1939 zastępca szefa oddziału Wydziału 4 Głównego Zarządu Bezpieczeństwa Państwowego. Od 9 kwietnia 1940 do lutego 1941 zastępca szefa Oddziału 5 Wydziału 4 Głównego Zarządu Bezpieczeństwa Państwowego, od lutego do października 1941 zastępca szefa Wydziału 3/Wydziału Specjalnego NKWD 6 Armii Kijowskiego Okręgu Wojskowego/Frontu Południowo-Zachodniego, w czerwcu 1941 mianowany starszym komisarzem batalionowym, od października do grudnia 1941 na leczeniu w szpitalu. Od 12 listopada 1941 do 26 stycznia 1942 szef Wydziału Specjalnego NKWD 61 Armii Rezerwowej, 20 listopada 1941 awansowany na kapitana bezpieczeństwa państwowego, od 26 stycznia do 30 września 1942 zastępca szefa Wydziału Specjalnego NKWD Frontu Briańskiego, 30 kwietnia 1942 awansowany na majora bezpieczeństwa państwowego, od 30 września 1942 do czerwca 1943 zastępca szefa Wydziału Specjalnego NKWD Frontu Północno-Zachodniego, 14 lutego 1942 awansowany na pułkownika bezpieczeństwa państwowego. Od czerwca 1943 do czerwca 1944 zastępca szefa Zarządu Kontrwywiadu Smiersz Frontu Północno-Kaukaskiego, od 31 lipca 1944 generał major i szef Zarządu Kontrwywiadu Smiersz Lwowskiego Okręgu Wojskowego, od 13 lipca 1946 do 7 sierpnia 1952 zastępca ministra bezpieczeństwa państwowego Ukraińskiej SRR, od 7 sierpnia 1952 do 19 marca 1953 szef Zarządu MGB obwodu lwowskiego, od marca do 14 maja 1953 zastępca ministra spraw wewnętrznych Ukraińskiej SRR. Od 14 maja do 11 czerwca 1953 szef Zarządu 4 MWD Ukraińskiej SRR, od 11 czerwca 1953 do 4 września 1954 ponownie zastępca ministra spraw wewnętrznych Ukraińskiej SRR, od 4 września 1954 do września 1962 szef Zarządu MWD obwodu stalińskiego/donieckiego, od września 1962 do listopada 1968 szef Zarządu Ochrony Porządku Publicznego Donieckiego Obwodowego Komitetu Wykonawczego, 22 listopada 1968 mianowany generałem porucznikiem ochrony wewnętrznej, od listopada 1968 do lipca 1974 szef Zarządu Spraw Wewnętrznych Donieckiego Obwodowego Komitetu Wykonawczego.

## Odznaczenia
- Order Lenina (31 sierpnia 1971)
- Order Czerwonego Sztandaru (pięciokrotnie - 9 listopada 1941, 17 kwietnia 1944, 25 marca 1945, 29 października 1948 i 5 listopada 1954)
- Order Kutuzowa II klasy (13 września 1945)
- Order Wojny Ojczyźnianej I klasy (29 października 1943)
- Order Czerwonego Sztandaru Pracy (dwukrotnie - 23 stycznia 1948 i 27 lipca 1965)
- Order Czerwonej Gwiazdy (dwukrotnie - 26 kwietnia 1940 i 21 maja 1947)
- Odznaka "Zasłużony Funkcjonariusz NKWD" (19 grudnia 1942)
- Order Virtuti Militari (Polska)

I 10 medali.